# Rakovci (Chorwacja)
Rakovci – wieś w Chorwacji, w żupanii istryjskiej, w mieście Poreč. W 2011 roku liczyła 26 mieszkańców.